# Мойзе I (господарь Валахии)
Мойзе I Водэ (рум. Moise Vodă; ум. 29 августа 1530) — господарь Валахии (1529—1530), сын валашского господаря Владислава III. Последний представитель линии Басарабов-Данешти.
В январе 1529 года Мойзе Водэ был назначен турецким султаном новым господарем Валахии. Находился у власти благодаря поддержке могущественного валашского боярского рода Крайовеску. В феврале 1530 года женился на сестре жены великого бана Барбу II Крайовеску. Боролся с боярской оппозицией. Его противники бежали в турецкие владения, откуда в июне 1530 года вернулись с турецким войском и посадили на господарский престол Влада VII Инекатула. Мойзе Водэ бежал с семьей из Валахии в Трансильванию, где нашел убежище при дворе семиградского князя Яноша Запольяи. В августе 1530 года с трансильванским войском Мойзе вернулся в Валахию, чтобы вернуть себе господарский трон, но был разгромлен своим противником Владом VII Инекатулом. 29 августа в сражении Мойзе Водэ погиб.